# Tropaire

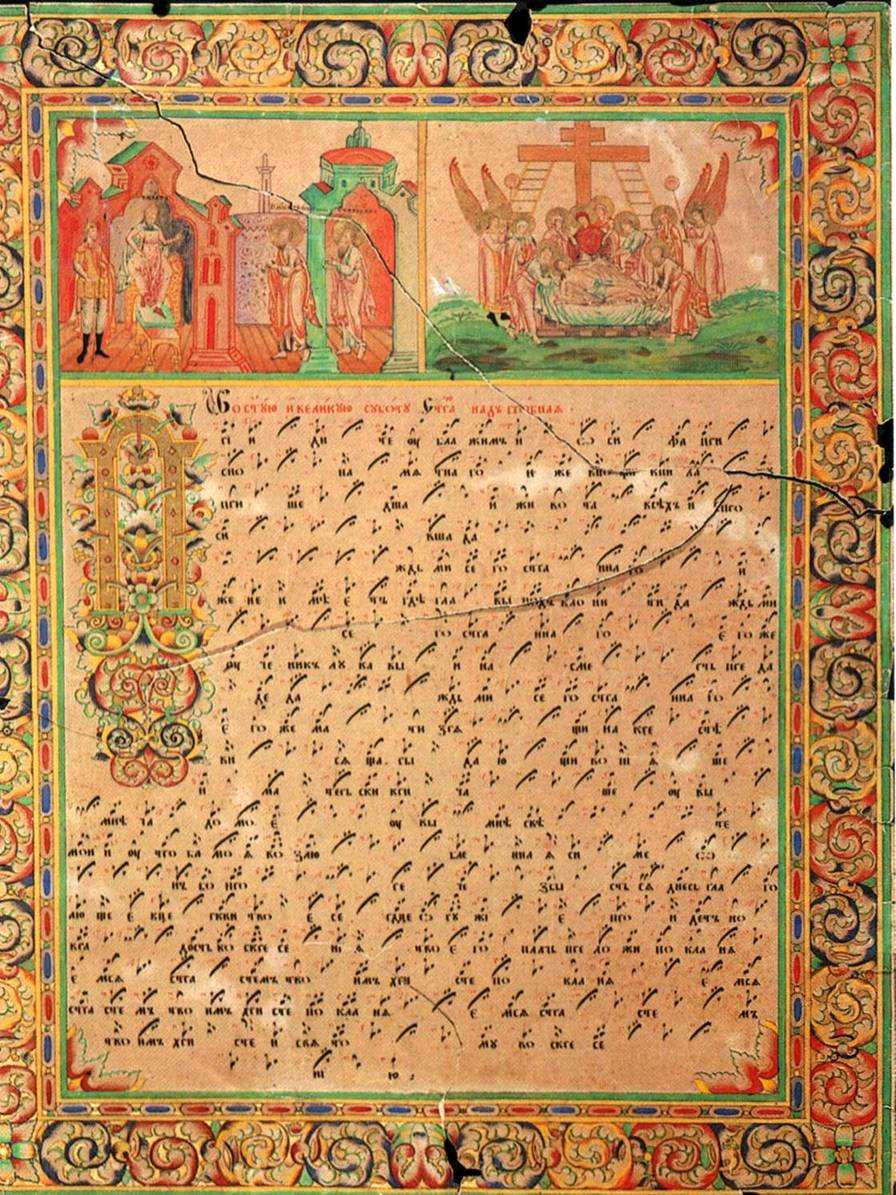
Un lubok du Vieux Croyant dessiné à la main avec « notation de crochet et de bannière ».

Un tropaire (en grec τροπάριον, pluriel : troparia, τροπάρια ; en géorgien : ტროპარი, tropari ; en slave d'église : тропа́рь, tropar) dans la musique byzantine et dans la musique religieuse du christianisme orthodoxe oriental est un court hymne d'une strophe, ou organisé de manière plus complexe sous forme de séries de strophes.

## Le sens plus large du tropaire
Le mot dérive probablement d'un diminutif du grec tropos (« quelque chose de répété », « manière », « mode »), puisque la première fonction du tropaire était un refrain lors de la récitation de la cantica (odes bibliques) et des psaumes. En tant que tel, le terme était utilisé comme synonyme d'hypakoe.
La première signification du tropaire était liée au livre d'hymnes monastiques Tropologion ou Troparologion.
Ses formes étaient donc multiples, il pouvait s'agir de simples strophes comme apolytikia, theotokia, mais aussi de poèmes homilétiques plus élaborés comme les stichera composés en hexamètres psalmodiques (probablement à partir de stichos, « vers »), ou en un mètre plus complexe comme les odes composées en cycles appelé canon.
Puisque ces Tropologia dans leur forme la plus ancienne étaient organisées selon les Octoechos, les troparia étaient toujours chantées selon un melos de l'un des huit tons utilisés dans la tradition liturgique orientale (Gr. echos, Sl. glas). Aujourd'hui, depuis la redéfinition des Octoéchos selon l' hyphos de Constantinople, la forme monodique du chant orthodoxe distingue le troparique (apolytikia, theotokia, kontakia, etc.), l'hermologique (lié aux hymnes de l'Heirmologion ) et le melos sticherarique (lié aux hymnes du Sticherarion ) selon ses formules modales et son tempo.

## Les différentes formes de tropaires et leur fonction rituelle
Dans un usage occasionnel et non spécifique, un tropaire fait généralement référence à l'apolytikion (grec : ἀπολυτίκιον ), ou « hymne de renvoi », un tropaire chanté vers la fin des Vêpres qui établit le thème général de la journée liturgique, pour lequel il est appelé "tropaire du jour". Il est chanté à nouveau au début des Matines, lu à chacune des Petites Heures et chanté lors de la Divine Liturgie qui suit la Petite Entrée .
Un tropaire en l'honneur de la Trinité est appelé Triadicon (grec : Τριαδικόν , slave : Troíchen). Souvent, l'avant-dernier d'une série de tropaires sera un triadicon, généralement précédé de l'invocation "Gloire au Père, au Fils et au Saint-Esprit".
Il existe également des Triadica spéciales (« Hymnes à la Trinité ») qui sont chantées après l'Alléluia au début des Matines les jours de semaine du Grand Carême, qui diffèrent selon le ton et le jour de la semaine.
Un tropaire de la Mère de Dieu (Theotokos) est appelé Theotokion (grec : Θεοτοκίον, slave : Bogorόdichen); Pluriel : Theotokia (Θεοτοκία). Le Theotokia apparaîtra souvent à la fin d'une série de tropaires, généralement précédées de « À la fois maintenant et toujours, et jusqu'aux âges des siècles . Amen.» 
Si un Theotokion fait référence à la Crucifixion de Jésus, on l'appelle un stavrotheotokion (grec : σταυροθεοτοκίον , slave : krestobogoródichen).
Les strophes d'un Canon sont des tropaires, tout comme les vers intercalés entre les Béatitudes de la Divine Liturgie.

## Histoire
Un exemple célèbre, dont l'existence est attestée dès le IVe siècle, est l'hymne des Vêpres, Phos Hilaron, "Lumière joyeuse" ; un autre, O Monogenes Yios , "Fils unique", attribué à Justinien I (527 - 565), apparaît dans la partie introductive de la Divine Liturgie.
Les plus anciens tropaires connus sont peut-être ceux du moine Auxentios (première moitié du Ve siècle), mentionné dans sa biographie mais non conservés dans aucun ordre de service byzantin ultérieur.

## Occurrence
À l'heure actuelle, les tropaires apparaissent aux points suivants dans les services divins :
Vêpres
- Apolytikion

Matines
- Apolytikion (d'après « Dieu est le Seigneur »)
- Hymnes de session (après les lectures du Psautier )
- Canon
- Hymnes de session (après la troisième ode du canon)
- Apolytikion (à la fin des Matines)

Petites heures
- Apolytikion
- (les Heures Royales ont des tropaires spéciales ajoutées)

Divine Liturgie
- Béatitudes
- Apolytikion

## Tropaire célèbre
Tropaire pascal, ton V :
Le Christ est ressuscité des morts,
piétinant la mort par la mort,
et à ceux qui sont dans les tombeaux et qui donnent la vie.
Tropaire de la Sainte Croix, ton I :
O Seigneur, sauve ton peuple,
et bénis ton héritage !
Accordez la victoire aux chrétiens orthodoxes *
sur leurs adversaires,
et en vertu de ta croix,
préserve ton habitation.
*Dans les monarchies où l'Orthodoxie orientale était la religion d'État, ce tropaire était souvent utilisé comme hymne national dans lequel figurait le nom du dirigeant .
Le texte grec original utilise à ce stade l'une des deux formes alternatives : tois basileusi kata barbaron, «aux empereurs contre les barbares» en se référant à un souverain chrétien orthodoxe, autrement dit.ou tois eusebesi kat' enantion, "aux pieux contre leurs adversaires".
Tropaire du Samedi Saint (Le Noble Joseph), ton II :
Le noble Joseph,
quand il eut retiré de l'Arbre ton corps le plus pur,
l'enveloppa de fin lin et l'oignit d'épices,
et il le plaça dans un nouveau tombeau.
" Axion Estin ", un théotokion
Il est vraiment bon de te bénir, ô Mère de Dieu,
à toujours bienheureuse et très pure et Mère de notre Dieu :
plus honorable que les chérubins et plus glorieuse sans comparaison que les séraphins .
Sans corruption tu as donné naissance à Dieu, la Parole .
Véritable Mère de Dieu, nous te magnifions.
Tropaire de Kassiani (chanté pendant la Semaine Sainte le Grand et Saint Mardi )
Sentant ta divinité, ô Seigneur,
une femme aux nombreux péchés,
prend sur elle
de devenir porteuse de myrrhe
et dans un profond deuil
apporte devant toi l’huile parfumée
en prévision de ton enterrement ; pleurant :
« Malheur à moi ! Quelle nuit m'aveugle,
quelle folie sombre et sans lune
de désir sauvage, cette soif de péché.
Prends ma source de larmes
Toi qui tires l'eau des nuages,
penche-toi vers moi, vers les soupirs de mon cœur,
Toi qui as courbé les cieux
dans Ton Incarnation secrète,
Je laverai tes pieds immaculés avec des baisers
et je les essuierai avec les mèches de mes cheveux ;
ces mêmes pieds dont Eve a entendu le son
au crépuscule au Paradis et se cacha avec terreur.
Qui comptera la multitude de mes péchés
ou la profondeur de ton jugement,
Ô Sauveur de mon âme ?
N'ignore pas ta servante,
Ô Toi dont la miséricorde est infinie".
Tropaire de la Nativité (en langue slave de l'Église ) :
| </img> | Ta naissance, ô Christ notre Dieu, la lumière de la connaissance s'est levée sur la terre. Car par ta naissance ceux qui adoraient les étoiles ont été guidés par une étoile pour t'adorer, Soleil de Justice, et pour Te connaître, Orient céleste. Ô Seigneur, gloire à Toi. |  |